# Synagoga w Rykach
Synagoga w Rykach – synagoga znajdująca się w Rykach przy Starym Rynku pod numerem 37.
Synagoga została zbudowana po 1842 roku. Podczas II wojny światowej hitlerowcy zdewastowali synagogę. Po zakończeniu wojny zniszczony i opuszczony budynek synagogi gruntownie przebudowano z przeznaczeniem na sklepy. Wówczas zupełnie zatracono oryginalne elementy wystroju synagogalnego. Obecnie znajduje się w niej zakład krawiecki oraz bank BPH.